# S:t Eriks gosskör
S:t Eriks gosskör var verksam åren 1962-1971. Under de första fem åren var kören en församlingskör knuten till S:t Eriks katolska domkyrka i Stockholm men ombildades 1966 till en fristående kör. Kören hade som mest 40 sångare i den så kallade A-kören och ett tjugotal i aspirantkören (B-kören). Det fanns även en C-kör för de yngsta som sjöng unisont.  
Kören upplöstes hastigt sommaren 1971 och många av koristerna upptogs då i S:t Jacobs gosskör som vid tiden leddes av Stefan Sköld. Kören utgav tre singlar/EP, en egen julskiva samt medverkade på ytterligare en julskiva som även innehöll profana julsånger. Körens liturgiska klädsel var lik den som används inom Pueri Cantores-traditionen dvs en vit kördräkt – alba, och till den ett träkors buret i ett snöre runt halsen samt ett rep – cingulum runt midjan. Till körens mer namnkunniga korister märks Christian Lindberg och Mikael Bellini. 

## Diskografi
- God Jul (Svenska & Engelska Julsånger)
- Nu är det jul igen (LP) Star (46)
- Fyra julsånger på svenska (GPEP 103)
- S:t Eriks Gosskör – Stockholm 1967 Presenterar (GPEP 105)
- S:t Eriks gosskör presenterar Sound Of Music (GPEP 106)
- Medverkar med ett spår på flexidisken Luciasången (Sonoprint 360)

Delar av kören medverkade även i inspelningen av svensktoppshiten "Snart blir det sommar igen" 1969 med Östen Warnebring.

## Körledare
- Owe Bergström 1962-1970
- Anders Per Jonsson 1971